# Pierre-Georges Latécoère
Pour les articles homonymes, voir Latécoère.
Pierre-Georges Latécoère, né le 25 août 1883 à Bagnères-de-Bigorre et mort le 11 août 1943 à Paris, est un entrepreneur français, emblématique des débuts de l'aviation commerciale française de l'entre-deux-guerres et en particulier de la poste aérienne.

## Biographie

### Famille
Georges Charles Pierre Latécoère est né en 1883 à Bagnères-de-Bigorre du mariage de Jeanne Marie Marguerite Izabelle Pujol et de Gabriel Latécoère. En 1864, son père fonde une scierie dans cette petite ville de moins de 10 000 habitants : les ateliers de menuiserie et de mécanique générale G. Latécoère. L’entreprise prospère et à la fin du XIXe siècle, elle emploie 150 ouvriers et rapporte, avec d’autres placements fructueux, plus de 50 000 francs-or par an. Cette entreprise vend sur catalogue des parquets, des boiseries, des charpentes et des décors de toutes sortes pour des écoles, des gares, des casernes.

### Formation
Pierre-Georges Latécoère est titulaire d'une licence en droit et diplômé de l'École centrale Paris après deux ans de classes préparatoires au lycée Saint-Louis.

### Carrière professionnelle
Son père meurt d'un cancer en 1905 ; il reprend — avec sa mère — l'entreprise familiale en 1906. L'entreprise « Maison G. Latécoère » fabrique désormais du matériel roulant pour les tramways de Bigorre, la Compagnie des Chemins de Fer du Midi et du matériel ferroviaire à destination de l'Est de l'Europe et des colonies françaises. Lors de la Première Guerre mondiale, Pierre-Georges Latécoère, pourtant réformé, signe un engagement volontaire comme artilleur durant quatre mois, mais il est rendu à la vie civile à cause de sa vue déficiente, et surtout de son statut de chef d'entreprise. 
Il participe à l'effort de guerre et investit à Toulouse dans deux usines : l'une fabriquant des obus, l'autre des cellules d'avion à partir de 1916. Il est le premier à avoir fait de Toulouse un site aéronautique. En 1918, près de 800 appareils sont livrés à l'armée française, avec une cadence de six appareils par jour à partir du 5 mai 1918.

### Vie de famille
Pierre-Georges Latécoère épouse Lucienne Granel le 11 juillet 1931. De ce mariage nait un fils unique : Pierre-Jean qui naît au château de Ramonville près de Toulouse, le 9 juin 1932.

## Les lignes aériennes
En 1918, Latécoère imagine une ligne aérienne de fret et de courrier reliant la France au Sénégal en passant par l'Espagne et le Maroc. Le 25 décembre 1918, à bord d'un Salmson 2A2 piloté par René Cornemont, il ouvre la ligne entre Toulouse et Barcelone permettant à son entreprise, au lendemain de la Première Guerre mondiale de concourir à la naissance et au développement de l'aviation postale sur le site de Montaudran. Celle-ci s'opère grâce au courage de ses premiers pilotes, souvent anciens pilotes de guerre et véritables pionniers de l'aviation, considérés à l'époque comme des héros. En 1919, Il fonde les Lignes Aériennes Latécoère, puis sous le nom de Compagnie générale d'entreprises aéronautiques (1921-1927), l'idée d'une ligne aérienne transatlantique consacrée au service postal se réalise au fil des années 1920. Dès cette époque, il envisage de créer une liaison aérienne entre Toulouse et Casablanca. Il réalise ce projet en 1919, malgré l'opposition du gouvernement espagnol, peu disposé à laisser survoler son territoire. En 1923, Pierre-Georges Latécoère reçoit la Grande médaille de l'Aéro-Club de France pour avoir contribué aux progrès de l'aviation. En 1924, la ligne est prolongée jusqu'à Dakar et, cette fois, ce sont les tribus maures qui posent des difficultés : elles capturent les aviateurs contraints à un atterrissage forcé sur leurs territoires et ne les rendent que contre de fortes rançons. La Ligne exploite les lignes Toulouse-Casablanca, Casablanca-Dakar (par Agadir, Cap Juby, Villa Cisneros, Port-Étienne, Saint-Louis) et Rio-Recife au Brésil, puis jusqu'à Buenos-Aires et Santiago du Chili. C'est chez Latécoère et sous les ordres du chef d'exploitation Didier Daurat, que Jean Mermoz, Antoine de Saint-Exupéry, Henri Guillaumet et Marcel Reine, entre autres, ont fait leurs premières armes dans l'aviation commerciale, construisant ainsi leur propre légende. En effet, dans les années 1920, chaque vol est une aventure risquée, qui peut être fatale. Le quotidien et les exploits de ces pilotes nous ont été rapportés, entre autres, par l'écrivain Antoine de Saint-Exupéry — lui-même pilote chez Latécoère puis au sein de l'Aéropostale — dans ses romans Courrier sud ou Vol de nuit, qui décrit un vol postal en Amérique du Sud, ainsi que dans d'autres œuvres. Mais, c'est sous l'impulsion de Marcel Bouilloux-Lafont, repreneur de « la Ligne », sous le nom de Compagnie générale aéropostale, en 1927 que la compagnie va réellement connaître ses heures de gloire, Pierre-Georges Latécoère se spécialisant dans la fabrication et la fourniture d'appareils pour la compagnie, dont le défi du survol de la cordillère des Andes, en 1928, rapporté par Saint-Exupéry dans son roman Vol de nuit, ou de la première traversée commerciale transatlantique réalisée de Dakar à Natal (Brésil) par Jean Mermoz sur un avion Latécoère 28-3, "Comte de La Vaulx", au mois de mai 1930. Mais à la suite de difficultés financières, dues à la crise financière de 1929, la compagnie est mise en liquidation judiciaire en 1931 et ses actifs sont repris par l'État français en 1933 au sein d'un nouvel ensemble dénommé Air France.

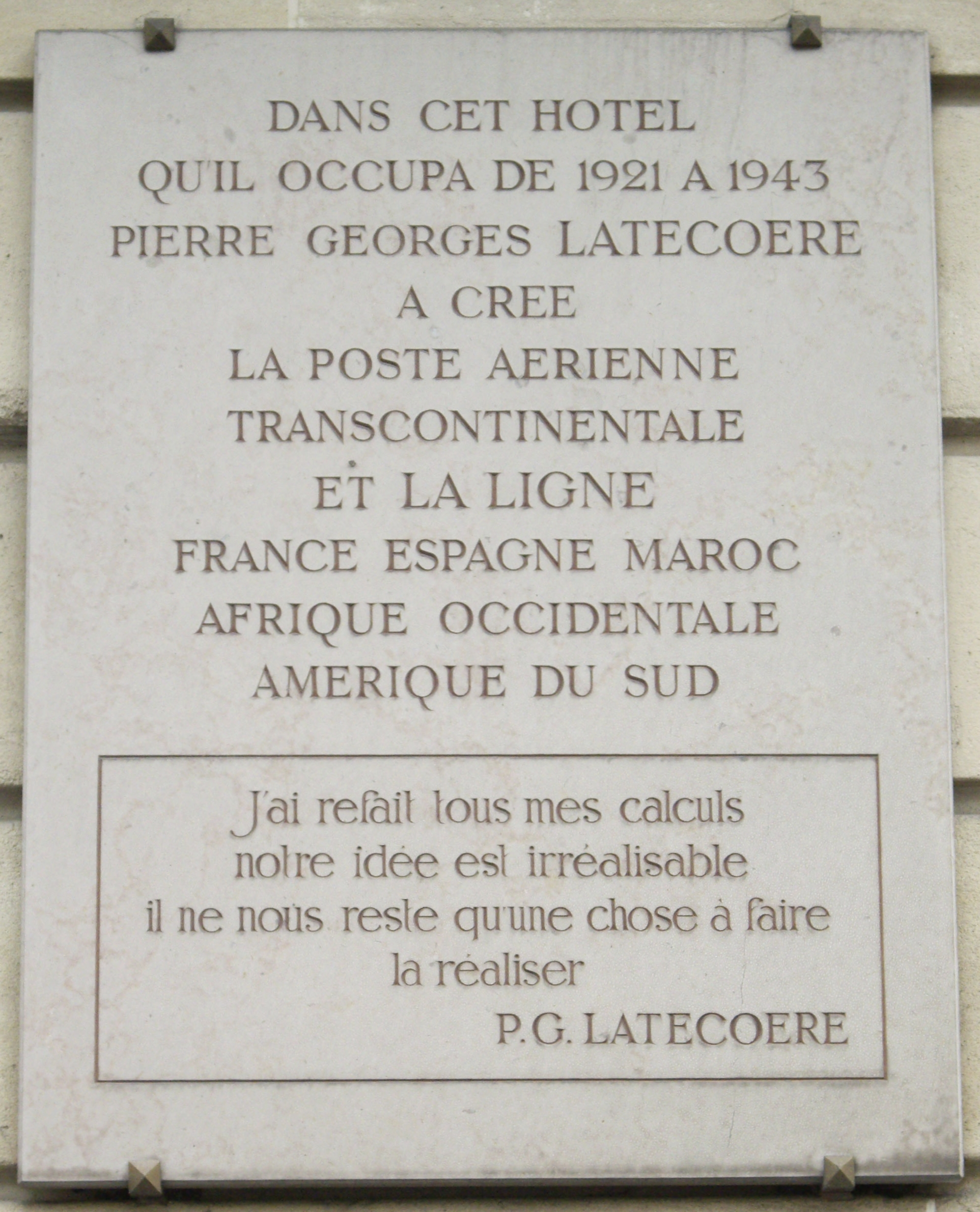
Plaque commémorative à Paris, 79 avenue Marceau.

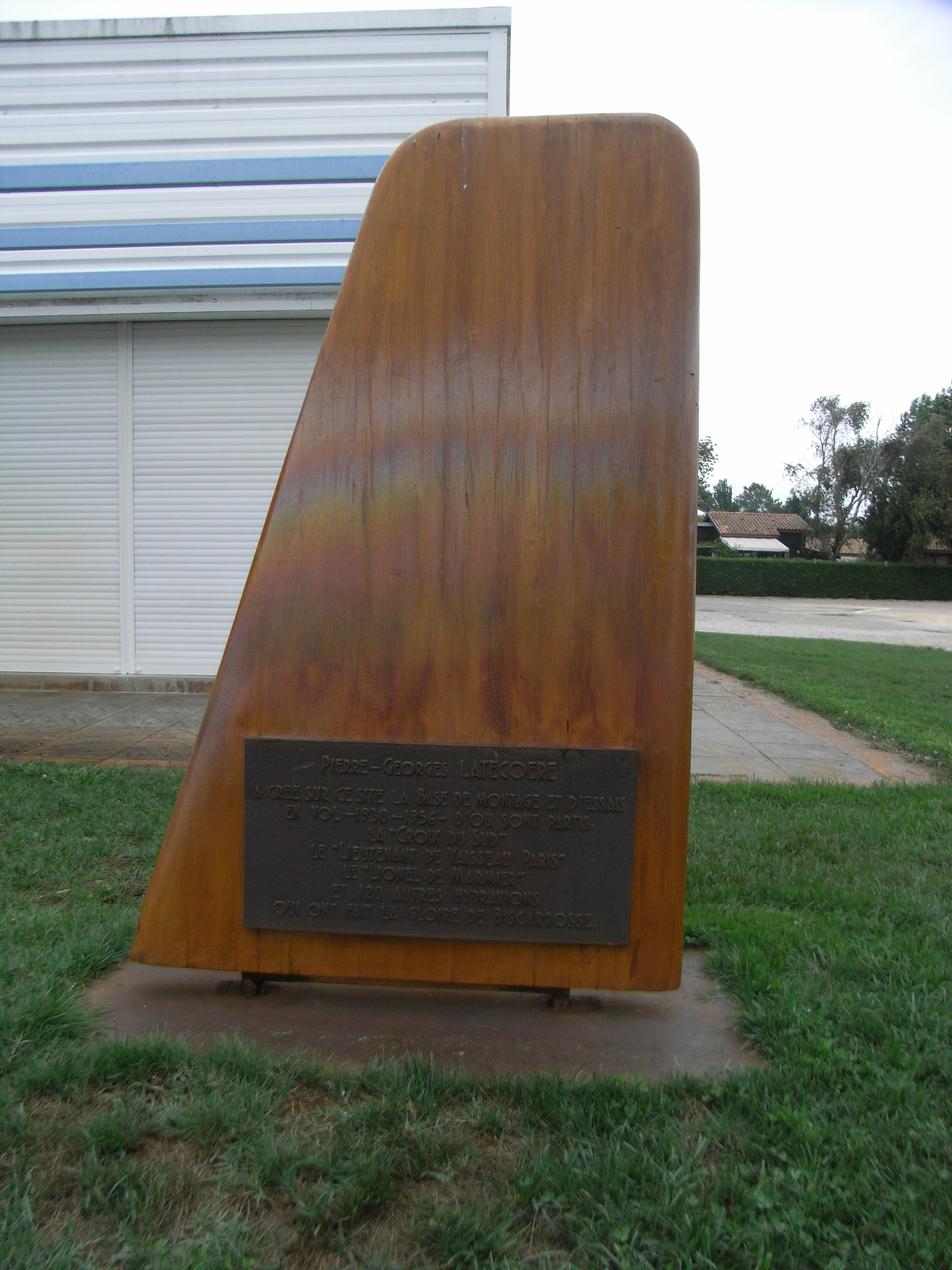
Stèle commémorative à Biscarrosse (Landes).

Grand industriel, Latécoère dispose un temps d'une usine de 26 000 m2 qui fournit l'Aéropostale. Cependant, des questions politico-financières l'obligent finalement à céder son affaire.

## Les hydravions
Très rapidement, PG Latécoère s'est passionné pour la construction des hydravions pour la ligne postale. S'ensuivent alors de nombreux modèles, Laté 32, Laté 300 et 301, Laté 500, avant l'apparition des hydravions de gros tonnage Laté 521 et 522 hexamoteur. Enfin, le Latécoère 631 « Paquebot des airs », fait la ligne Biscarrosse-Fort-de-France du 4 juillet 1947 au 1er août 1948, transportant 2 000 passagers avec deux rotations par mois. Le 21 février 1948, le Late 631 no 7, fabriqué au Havre et se rendant à Biscarrosse, est pris dans une tempête de neige et se perd en mer. Six mois plus tard, le Late 631 no 6 se perd corps et biens dans la nuit du 1er août 1948 entre la Martinique et la France. On dénombre 58 victimes. C'est la fin des grands hydravions transatlantiques, largement dépassés par les nouveaux appareils terrestres à quadrimoteur.

## Citation
« J'ai refait tous les calculs, ils confirment l'opinion des spécialistes : notre idée est irréalisable. Il ne nous reste qu'une seule chose à faire : la réaliser ! », Pierre-Georges Latécoère (cité par Didier Daurat, Dans le vent des hélices, éd. Le Seuil, 1956, p. 38.)

## Distinctions

### En France
- Chevalier de la Légion d'honneur (30 septembre 1920)
- Officier de la Légion d'honneur (20 septembre 1923)
- Grande médaille de l'Aéro-Club de France (1923)[4]
- Commandeur de la Légion d'honneur (23 août 1925[1])

### À l’étranger
- Officier de l'ordre du Ouissam alaouite (Maroc, 12 mars 1919)
- Commandeur de l'ordre du Ouissam alaouite (Maroc, 10 octobre 1922)
- Officier de l'ordre de Léopold (Belgique, 10 mars 1921)

## Hommages

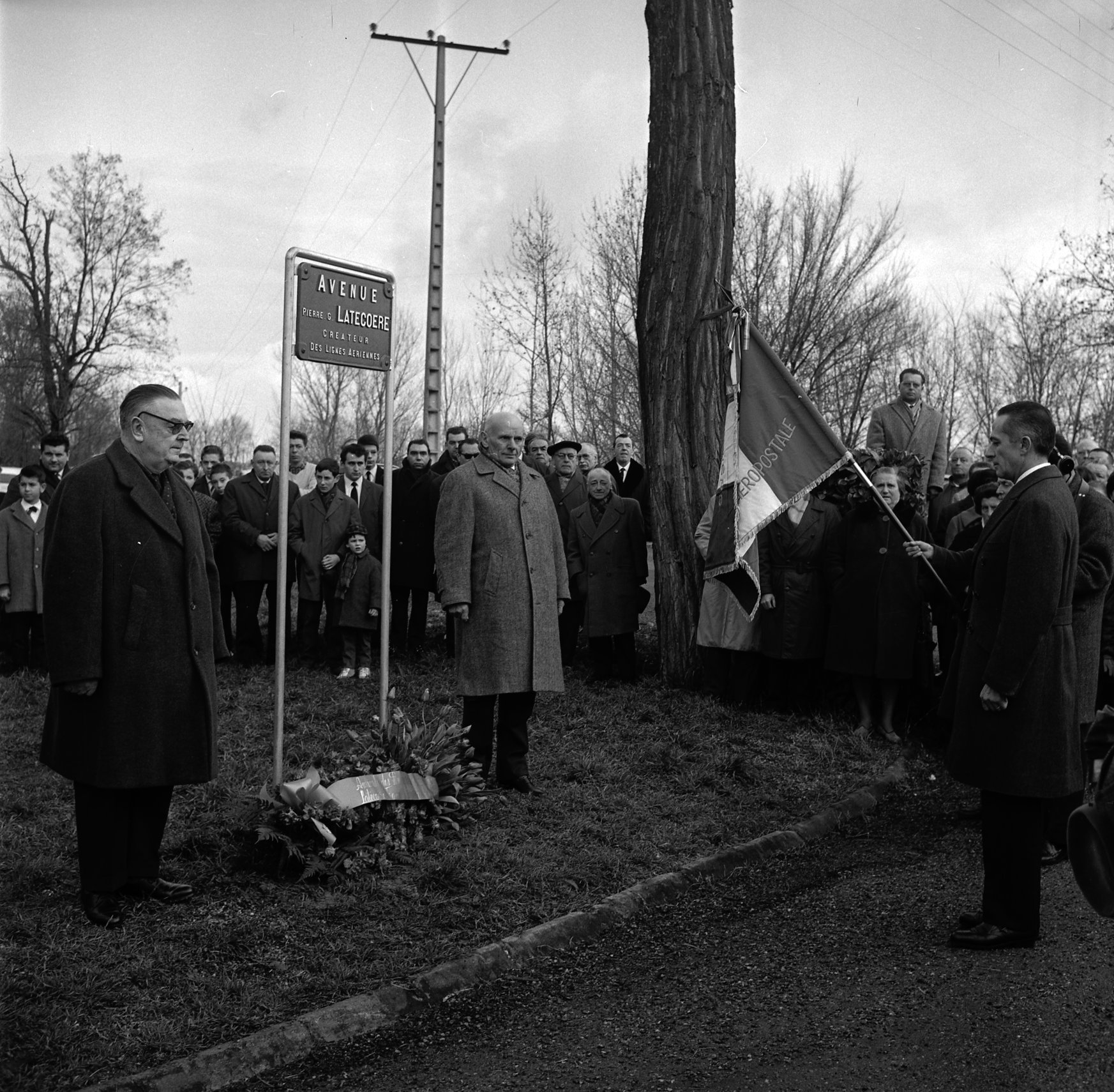
Inauguration en 1965 de l'avenue Latécoère à Toulouse, en présence de Didier Daurat et Jacques Maziol.

Un timbre postal commémorant Pierre-Georges Latécoère est émis le 15 août 2013 - émission Premier jour à Saint-Tropez et à Paris. Il est dessiné par Jame's Prunier à partir de documents d'archives de la Fondation Latécoère.
Le 14 février 1965, le conseil municipal de Toulouse lui rend hommage en donnant son nom à une avenue du nouveau complexe scientifique de Rangueil.